# Veszprémi István
Veszprémi B. István, Weszprémi (?, 1637 vagy 1638 – Gyulafehérvár, 1713. szeptember 22.) református lelkész, az Erdélyi református egyházkerület püspöke 1690-től haláláig.

## Élete
Tanult Sárospatakon, hol 1658. október 12-én lépett a felsőbb osztályok elsőjébe s 1661 szeptemberétől fél évig seniori tisztet töltött be. Ekkor rektornak ment Szatmárra, ahonnan 1664-ben indult külföldre, s ez évi május 23-án Franekerben, szeptember 7-én Groningenben, 1665-ben Utrechtben, 1666. április 12-én Leidenben iratkozott be egyetemi hallgatónak. Még ebben az évben visszatérvén, ismét szatmári rektor lett, 1671-ben pedig a Kemény Jánosné udvari papja. 1675 után Székelyudvarhelyre vitték lelkésznek, az udvarhelyi egyházmegye pedig egyidejűleg esperesévé választotta. Miután 1691-ben püspökévé tette az erdélyi egyházkerület, e hivatalánál fogva egyúttal a gyulafehérvári elsőpapságot is vitte, haláláig. 
Műve: De vera notitia fidei adversus coecam pontificiorum fidem. (Utrecht, 1666) – Respondens volt az „Analecta papistica” (1666) tárgyában tartott vitán. 
Üdvözlő verset írt Kiskomáromi Jánoshoz (1660.), Csuzi Cseh Jakabhoz (1665) és Sárfői Mihályhoz (héberül, 1666).